# Деменчук, Николай Савельевич
Деменчук Николай Савельевич (12 декабря 1921, Долгинцево, Екатеринославская губерния — 29 августа 1943, Холмский район, Калининская область) — советский военный, гвардии младший лейтенант, старший лётчик 72-го гвардейского истребительного авиационного полка. Совершил огненный таран.

## Биография
Родился 12 декабря 1921 года в посёлке станции Долгинцево (ныне в черте города Кривой Рог).
Окончил 9 классов. В 1938—1940 годах работал слесарем паровозного депо станции Долгинцево. Член ВЛКСМ с 1939 года. Окончил Криворожский аэроклуб.
В Красной армии с 13 октября 1940 года, призван Дзержинским РВК по путёвке Криворожского городского комитета ЛКСМУ. В 1942 году окончил Качинскую военную авиационную школу лётчиков.
Участвовал в Великой Отечественной войне с 12 июля 1942 года, воевал на Западном и Калининском фронтах. С 19 июня 1942 года на Северо-Западном фронте. Совершил около 100 боевых вылетов.
29 августа 1943 года в районе города Холм (Великолукская область), во время атаки на находившийся над полем боя вражеский аэростат, попал под огонь зенитной артиллерии, самолет загорелся, пилот получил ранения. Направил горящий самолёт на артиллерийскую батарею врага.
Похоронен на воинском кладбище в деревне Наход Холмского района Новгородской области.

## Награды
- Орден Красной Звезды (17 июня 1943) — приказом № 0116 5-й гвардейской истребительной авиационной дивизии за образцовое выполнение боевых заданий командования и проявленные при этом доблесть и мужество;
- Орден Отечественной войны 1-й степени (4 ноября 1943, посмертно) — приказом № 0212 6-й воздушной армии Северо-Западного фронта.

## Память
- Навечно зачислен в списки Н-ской воинской части.